# 지방은행
지방은행(地方銀行) 또는 지역은행은 특정 지역에서만 주로 영업하는 은행이다. 지방은행은 은행, 저축 및 대출, 신용 조합과 같은 예금 기관으로, 지역 사회 은행보다 규모가 크고 주 수준 이하로 운영되지만 국내 또는 국제적으로 운영될 만큼 크지는 않다.  지방은행은 지방이나 지방 그룹 내에서와 같이 국가의 한 지역에서 운영되는 은행이다. 지방은행에는 일반적으로 특정 지역의 개인과 기업에 서비스를 제공하는 여러 지점이 있다. 지방은행을 구성하는 요소에 대한 정의는 정확하지 않지만 연준은 이를 "총 자산이 100억 달러에서 1000억 달러 사이"인 조직으로 설명한다.
이 용어는 지방은행이 더 일반적이고 주식 거래 내에서 일반적으로 지방은행 ETF(교환 거래 자금)라고 하는 다양한 은행 유형에 투자하는 것을 언급할 때 미국에서 자주 사용된다. 일반적으로 일부 제한이 있지만 예금과 같은 대형 은행과 동일한 서비스를 제공한다. 대출, 임대, 모기지 및 신용 카드, ATM 네트워크, 증권 중개, 투자 은행, 보험판매, 뮤추얼 펀드와 연기금 관리 등도 제공한다. 이것들은 '부문별' 대출기관이라고도 한다.
2022년 기준 미국에는 134개 지방은행과 13,109개 지점이 있다.